# Nord Fluminense
La mésorégion du Nord Fluminense est une des six mésorégions de l'État de Rio de Janeiro. Elle est formée de neuf municipalités regroupées en deux microrégions. Elle s'étend sur une aire de 9.731 km² pour une population de 753.419 habitants (IBGE 2005).
C'est la mésorégion avec le plus important PIB de l'État, en raison de l'exploitation de pétrole du Bassin de Campos.

## Microrégions[1]
- Campos dos Goytacazes
- Macaé

## Mésorégions limitrophes
- Baixadas Littorales
- Centro Fluminense
- Nord-Ouest Fluminense